# Palau de Mafra
El Palau de Mafra és un monument barroc localitzat a la ciutat portuguesa de Mafra. El palau també serví de convent franciscà.

## Història
El Palau de Mafra fou construït pel rei Joan V de Portugal a conseqüència de la promesa realitzada a la seva muller, l'arxiduquessa Maria-Anna d'Àustria, en què es comprometia a construir un monestir si li donava descendents. El naixement de la princesa Maria Bàrbara de Bragança, després muller del rei Ferran VI d'Espanya, feu que el rei iniciés les obres.
Els edificis de Mafra es troben entre les edificacions del barroc portuguès més sumptuós. El palau fou construït a través de sis eixos simètric, dues torres i una basílica central. El monestir inclou una biblioteca importantíssima amb un fons de 40.000 llibres antics i rars.
La construcció s'inicià el 17 de novembre de 1717 amb el projecte de realitzar un convent per 13 frares franciscans. Aviat, però, l'arribada massiva d'or del Brasil feu que el rei Joan canviés d'opinió i es decidís per la construcció d'un gran palau. L'arquitecte Johann Friederich Ludwig anuncià els canvis de plans i inicià la construcció d'un gran palau que mobilitzà a més de 52.000 treballadors de tot el país.
Finalment la construcció del palau permeté ubicar fins a 330 frares franciscans sense haver de reduir la mida del palau projectat. El palau fou inaugurat el 22 d'octubre de 1730 en honor del 41è aniversari del rei Joan V amb un seguit de festes que duraren fins a 8 dies.
Mafra mai no fou ocupat de forma estable per la Família reial portuguesa malgrat que esdevingué una parada habitual i un lloc de descans pels membres de l'esmentada família. Els magnífics boscos de Mafra garantiren un espai de cacera formidable pels diferents prínceps portuguesos molt aficionats a la caça.
Durant el regnat del rei Joan VI de Portugal es portà a terme un important programa de restauració malgrat que mai no fou habitat pel sobirà. A més a més, arran de la fugida de la família reial portuguesa l'any 1807 cap al Brasil, la majoria del millors mobles i peces d'art del palau partiren cap a aquest país.
L'any 1834, després de la guerra que enfrontà els liberals partidaris de la reina Maria II de Portugal amb els conservadors partidaris de Miquel I de Portugal, la reina Maria ordenà la dissolució dels ordes religiosos, la qual cosa provocà l'abandó del monestir per part dels frares franciscans. Els últims monarques de la Casa de Bragança empraren el palau únicament com a punt de cacera i l'últim rei, Manuel II de Portugal, partí del monestir cap a l'exili anglès.
El palau fou declarat monument nacional l'any 1907. Avui dia, l'edifici és conservat per l'Institut del Patrimoni Arquitectònic de Portugal, que ha portat a terme diferents programes de restauració i conservació; un dels més importants és el que afectà la façana principal. Aquests programes de restauració han comptat amb l'ajuda de membres de la comunitat internacional especialitzats en la restauració d'edificis històrics.
Nombroses llegendes s'expliquen de Mafra. La més coneguda parla de rates gegants capaces de menjar gent viva que habiti el palau. Una altra explica l'existència d'un túnel que uneix Mafra amb Ericeira i que el rei Manuel II de Portugal emprà l'any 1910 per fugir a l'exili.
Finalment cal comentar la referència que José Saramago fa del monestir-palau en una de les seves novel·les. Saramago, a través d'un habitant de Mafra vinculat amb el procés de construcció del palau, explica detalladament el procés de construcció del colossal edifici.
La parròquia de Mafra i la Reial i Venerable Germandat del Santíssim Sagrament de Mafra tenen la seva seu a la basílica del palau.

Palau de Mafra - Palácio Nacional de Mafra
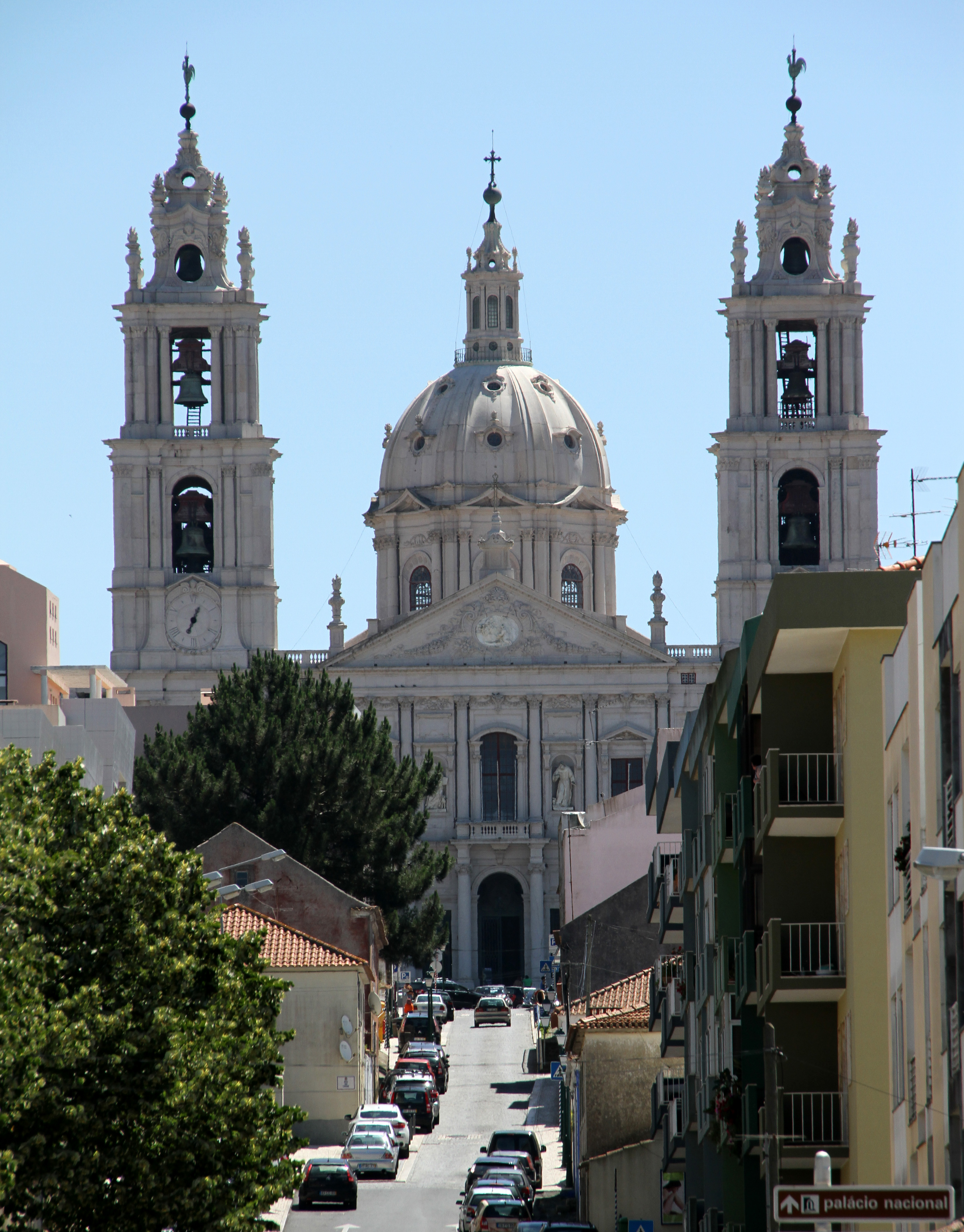
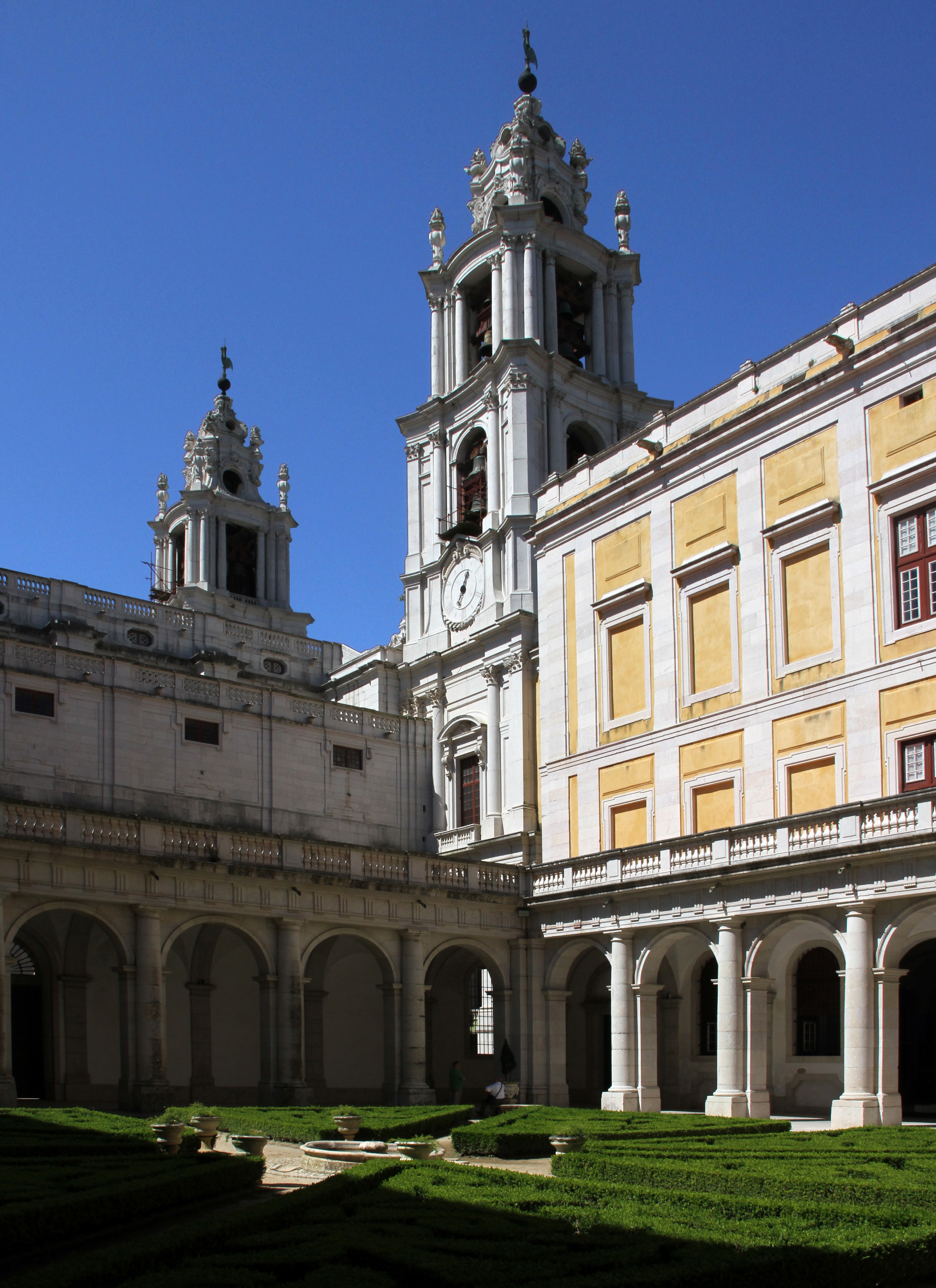
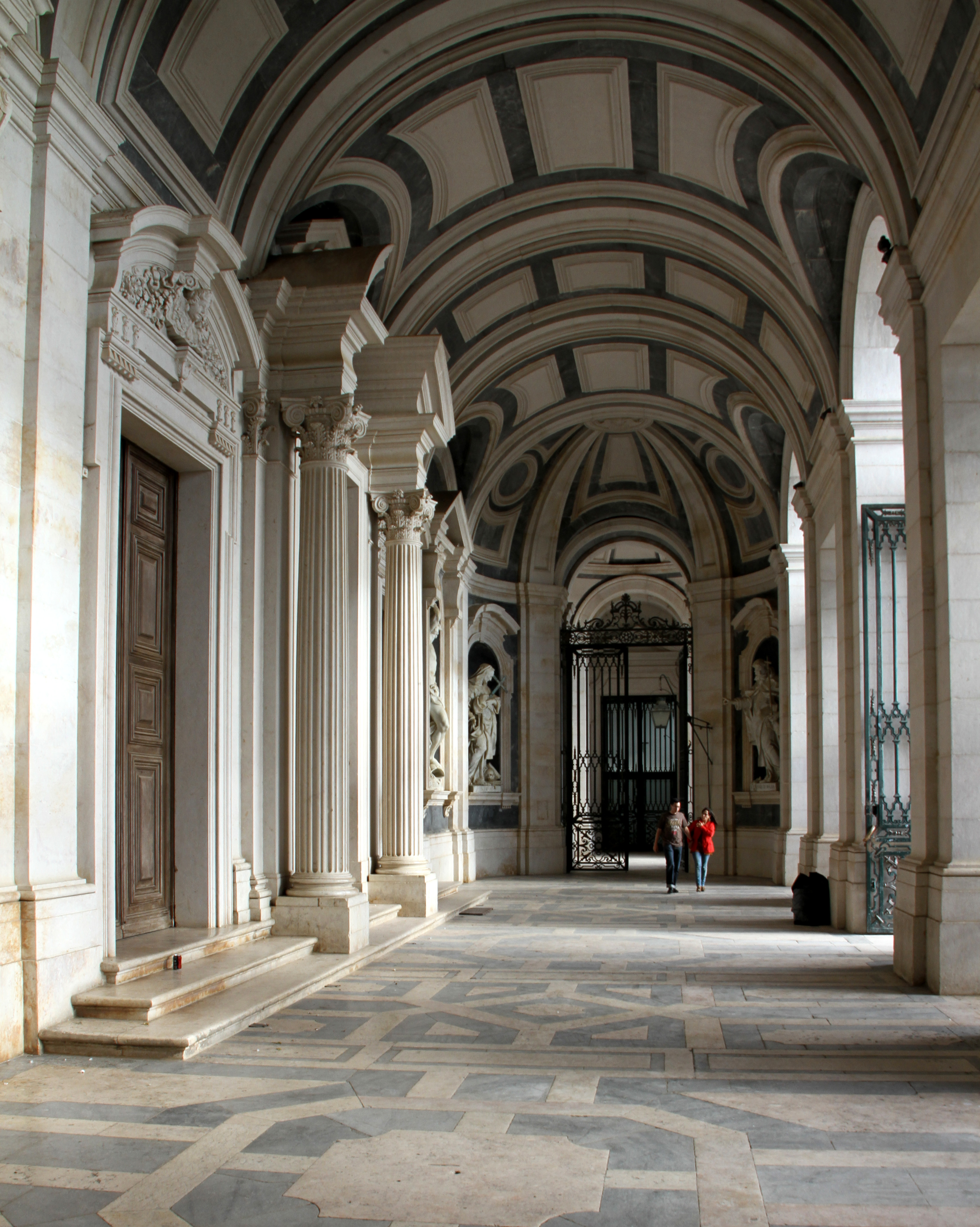
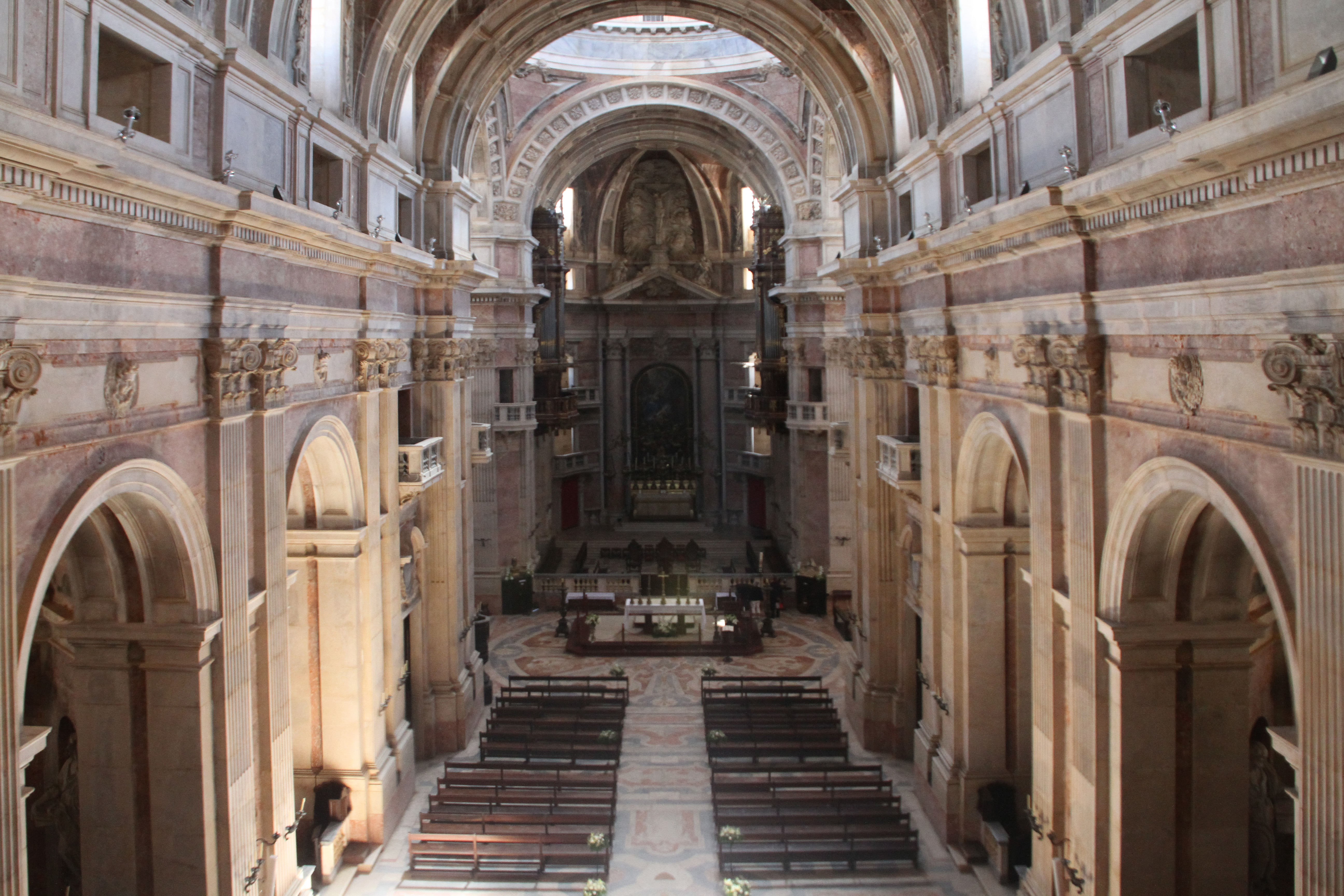
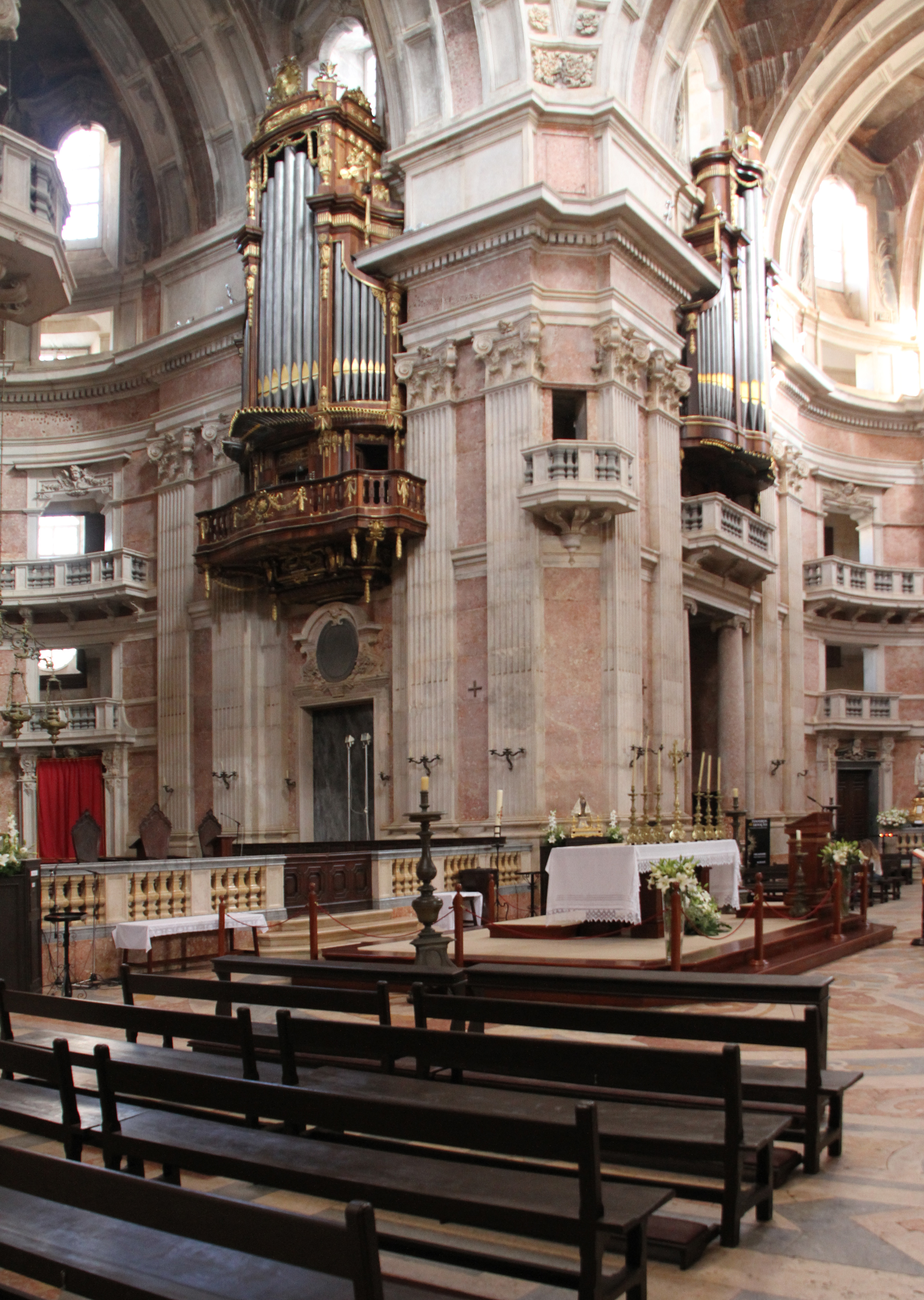
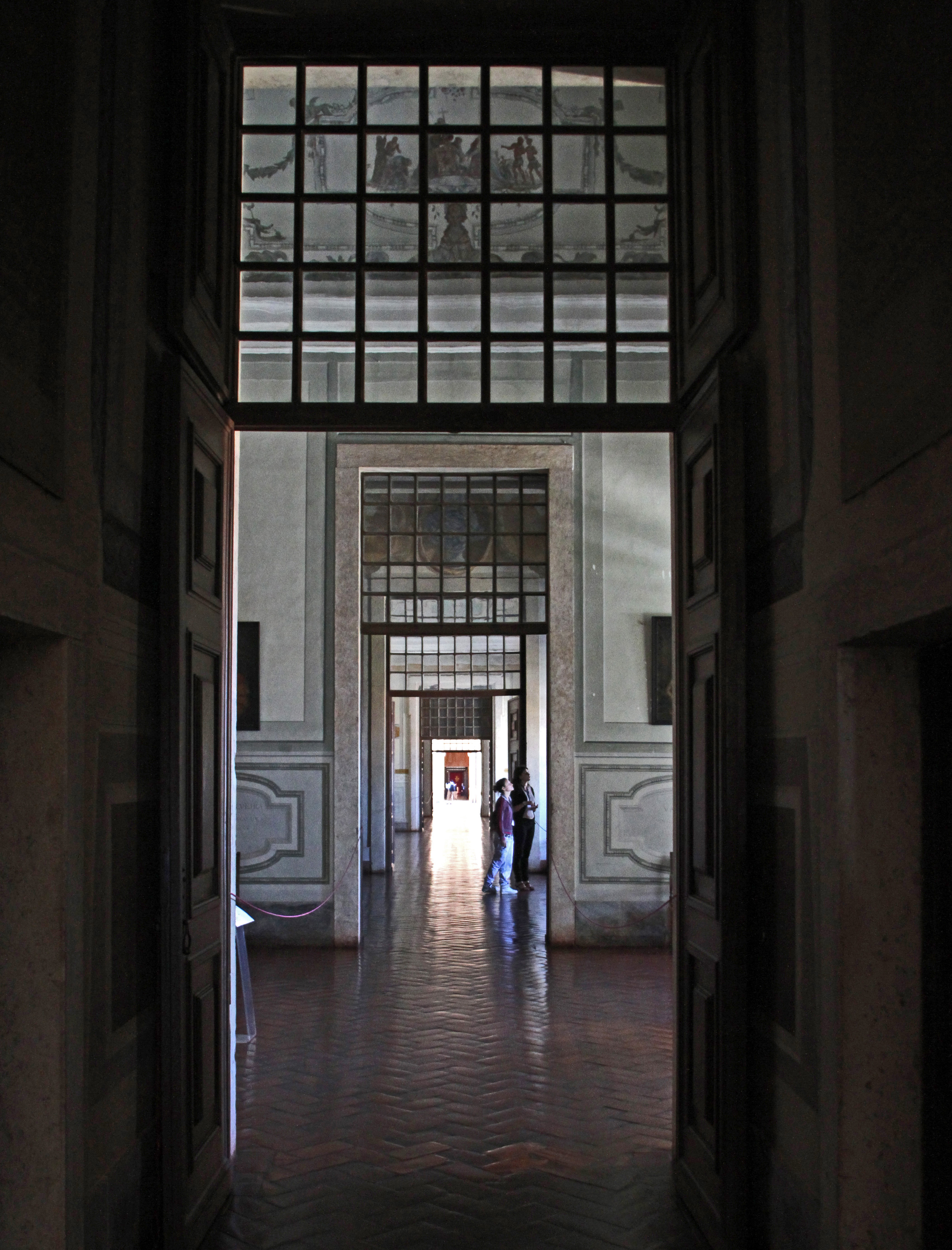
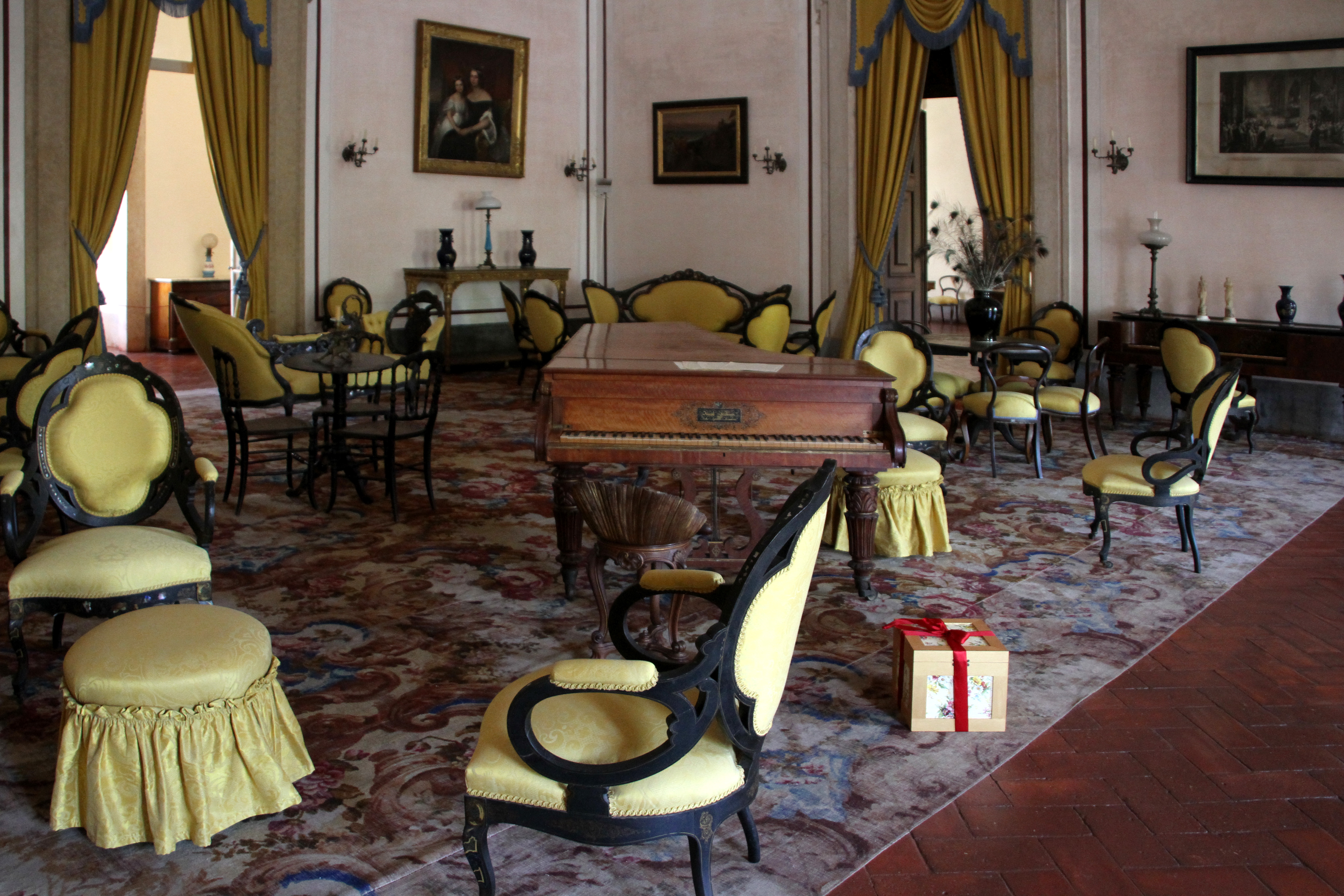
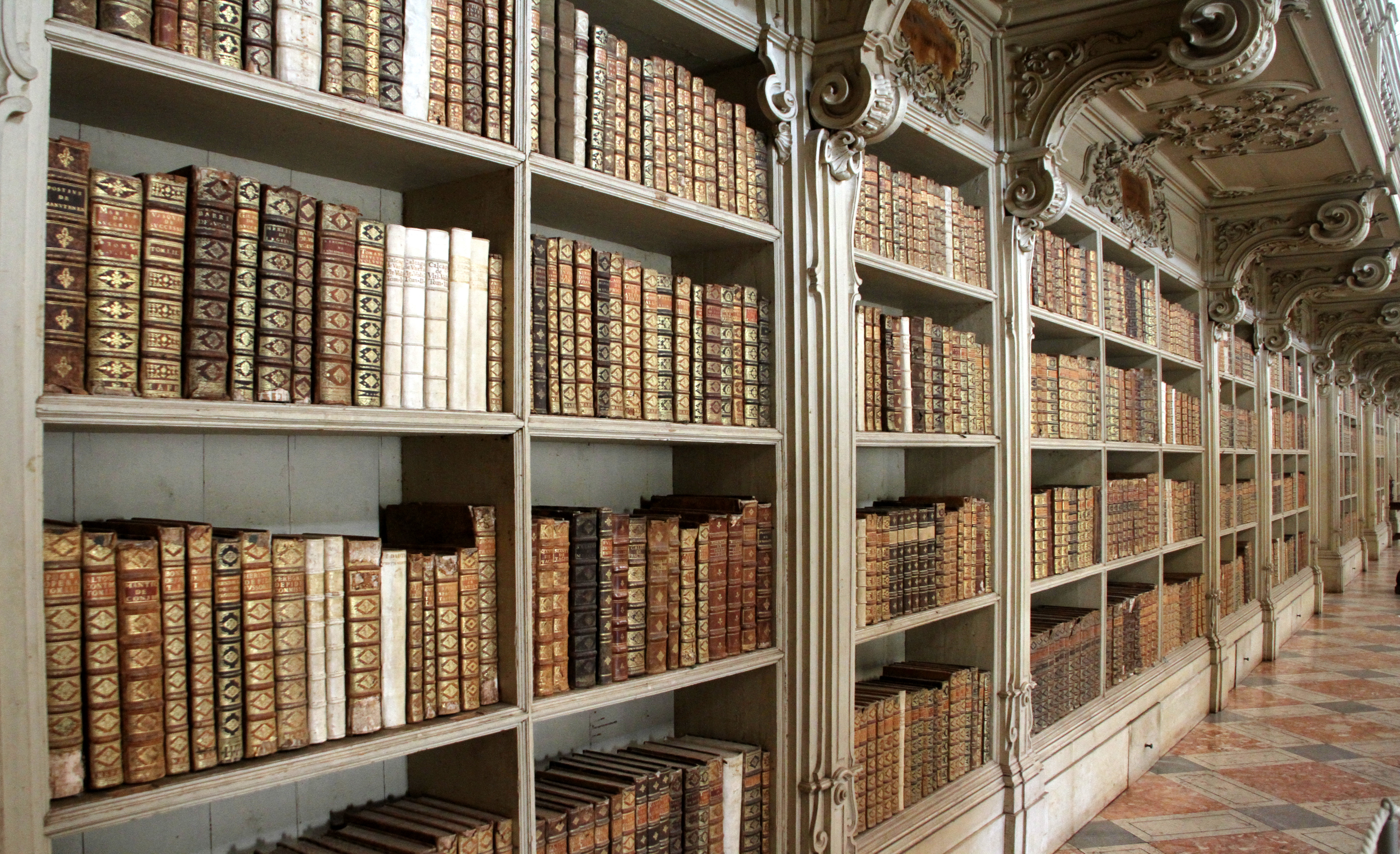